# BBCアフリカ年間最優秀サッカー選手賞
BBCアフリカ年間最優秀サッカー選手賞（英: BBC African Footballer of the Year）は、BBCラジオの聴取者の投票によって決定される、年間で最も優れたアフリカのサッカー選手に贈られる賞である。投票はSMSとオンラインを通じて行われる。1993年と1998年には陸上競技の選手が受賞している。

## 受賞者
| 年度 | 受賞者                     | 所属クラブ                    |
| ---- | -------------------------- | ----------------------------- |
| 1992 | アベディ・ペレ             | オリンピック・マルセイユ      |
| 1993 | フランク・フレデリクス     |                               |
| 1994 | ザンビア代表               |                               |
| 1995 | ジョージ・ウェア           | ACミラン                      |
| 1996 | エマニュエル・アムニケ     | スポルティングCP / バルセロナ |
| 1997 | ヌワンコ・カヌ             | インテル                      |
| 1998 | ハイレ・ゲブレセラシェ     |                               |
| 1999 | ヌワンコ・カヌ             | アーセナル                    |
| 2000 | パトリック・エムボマ       | カリアリ / パルマ             |
| 2001 | サミュエル・クフォー       | バイエルン・ミュンヘン        |
| 2002 | エル・ハッジ・ディウフ     | ランス / リヴァプール         |
| 2003 | オーガスティン・オコチャ   | ボルトン・ワンダラーズ        |
| 2004 | オーガスティン・オコチャ   | ボルトン・ワンダラーズ        |
| 2005 | モハメド・バラカト         | アル・アハリ                  |
| 2006 | マイケル・エッシェン       | チェルシー                    |
| 2007 | エマニュエル・アデバヨール | アーセナル                    |
| 2008 | モハメド・アブトレイカ     | アル・アハリ                  |
| 2009 | ディディエ・ドログバ       | チェルシー                    |
| 2010 | アサモア・ギャン           | サンダーランド                |
| 2011 | アンドレ・アイェウ         | オリンピック・マルセイユ      |
| 2012 | クリストファー・カトンゴ   | 河南建業                      |
| 2013 | ヤヤ・トゥーレ             | マンチェスター・シティ        |
| 2014 | ヤシン・ブラヒミ           | ポルト                        |
| 2015 | ヤヤ・トゥーレ             | マンチェスター・シティ        |
| 2016 | リヤド・マフレズ           | レスター・シティ              |
| 2017 | モハメド・サラー           | ASローマ / リヴァプール       |
| 2018 | モハメド・サラー           | リヴァプール                  |